# Jakkesæt
Et jakkesæt eller en habit er en jakke og et par benklæder, der er syet af samme stof. Dertil hører undertiden en vest af samme stof.
Til et jakkesæt hører skjorte og slips. Jakkesættet, som vi kender det i dag, opstod i midten af 1800-tallet i England, men kan føres helt tilbage til 1600-tallet. Jakkesættet er en formel påklædning, men kan alt efter sammensætning, farver, mønstre og stof varieres i forskellige grader af formel beklædning. I første halvdel af 1900-tallet var jakkesættet den almindelige påklædning for mænd.

## Jakkesættets historie
Jakkesættet eller habitten er en herrebeklædning, som har sin oprindelse i England. Det opstod den 7. oktober 1666, da Charles II af England indførte ved lov, at adelen og det højere borgerskab offentligt skulle bære en enkel sort vest. På Charles II's tid dominerede den overdådige fransk tøjmode blandt de øverste lag i Europa.
Den engelske embedsmand Samuel Pepys noterede loven i sin berømte dagbog i 1666.
I midten af 1800-tallet opstod jakkesættet, som vi kender det i dag, hvor jakke, vest og bukser syes af samme stof, og hvor jakken netop dækker bagen. Indtil da havde jakken været en enkeltradet eller dobbeltradet frakke, eller en enkeltradet jaket med afskårne skøder foran.
Jakkesættet, som englænderne først kaldte "lounge suit" og amerikanerne "sack suit", begyndte som en uformel klædedragt til ophold på landet og ved vandet, men det blev efterhånden accepteret i byen. Efter første verdenskrig havde jakkesættet stort set udkonkurreret diplomatfrakken og jaketten som mandens hverdagsdragt.
Under anden verdenskrig begyndte særligt afroamerikanske grupper i USA at gå i overdimensionereede jakkesæt kaldet zoot suit. Med meget brede posede bukseben, lange jakker og velpolstrede skuldre brugte de ekstremt meget stof, og blev de anset som luksusvarer.

## Skræddersyede jakkesæt
I 1800-tallet var et jakkesæt skræddersyet. Efterhånden som teknologien blev forfinet begyndte konfektionsindustrien at tage over, og i dag er det traditionelle herreskrædderi næsten forsvundet i Danmark. Der er ingen officiel definition af et skræddersyet jakkesæt, men hos herreskrædderen kan kunden fuldstændigt få tilpasset det efter sine ønsker. Kunden vælger om det skal være enkeltradet eller dobbeltradet, revers, slidser og antal knapper og knaphuller. Derudover er det også muligt mange stedet at få navn broderet i jakkesættets inderlomme. 
Det vigtigste kendetegn for et skræddersyet jakkesæt er at det er syet efter kundens mål. Om det er en skrædder eller kunden selv, der måler sig er for så vidt ligegyldigt. Det er normalt at sy et skræddersyet jakkesæt efter mindst 10 af kundens mål som skulderbredde, brystbredde, hoftebredde, bagdel, arme, ben og jakkelængde.

## Det traditionelle jakkesæt
Jakkesættet med slips, skjorte, strømper og sko har stor betydning for, om man forstår at klæde sig elegant i klassisk forstand.

### Farve
Jakkesættets traditionelle farver, er mørkeblå eller grå. Sort er reserveret til smoking og kjole og hvidt. Som udgangspunkt bør habitten være ensfarvet, men striber (nålestribet, kridtstribet mv.) og tern går bestemt an i dæmpet form. Den enkeltradede jakkesæt har afskåret revers, mens den dobbeltradede jakkesæt har spidst revers.

### Knapper
Jakkesæt findes i flere varianter. Dobbeltradede og enkeltradede – med 2, 3 eller flere knapper per rad. Hvilke typer der benyttes afhænger af moden. Dobbeltradede jakkesæt skal være lukket hele tiden, da der generelt kun en eller få af knapperne der kan spændes – resten er pynteknapper. Enkeltradede jakker skal være lukket, når man står, men åbnes inden man sætter sig. En tradition er, at den nederste knap i et enkeltradet jakke aldrig knappes.
Antallet af knapper på ærmerne kan også variere fra én til typisk fire knapper. Disse matcher som oftest lukkeknapperne foran i farve, men kan også være i andre materialer og farver end disse.

### Slids
Jakken på et jakkesæt kan have én eller to slidser. Jakker uden slidser findes dog også. Sidstnævnte kan gøre det vanskelige at sætte sig.

### Slips
Slipset bindes typisk i en Windsor, Halv-Windsor, Pratt-knude eller Four-in-hand. Sidstnævnte er den originale slipseknude fra 1800-tallet. Når slipset er bundet og strammet til, bør spidsen af slipset kun netop nå bæltespændet eller netop dække det.
Hvilket slips der benyttes, afhænger af moden og personlig smag. Slips bør generelt være mørkere end skjorten. Er slipset mønstret, bør det adskille sig i type eller størrelse fra jakkens og skjortens mønstre.

### Skjorte
Skjorter til jakkesæt bør have knapper hele vejen, lange ærmer og en krave med en eller to knapper. Skjorterne bør være af bomuld. Almindelige skjorter har knapper i ærmerne, mens finere skjorter til kjolesæt lukkes med manchetknapper. Skjorten stryges inden brug og stoppes ned i bukserne. 
Der er meget få regler for skjortens farve, og det afhænger mest af brugerens smag. De klassiske farver er lyse med hvid og lyseblå som de mest fremherskende. Den mest formelle farve er hvid.

### Strømper
Strømperne skal generelt set altid matche jakkesættets farve, således at de "forlænger" jakkesættet hvis bukserne stumper, når man sidder ned.[kilde mangler]

## Fodoter
1. ↑  Jakkesæt og habit bruges ofte som synonymer for hinanden, men Mads Barner-Christensen bruger definitionen at et todelt sæt i samme stof er et jakkesæt, mens et tredelt sæt, altså med vest, i samme stof kaldes en habit.[1]